# Dolby TrueHD
Dolby TrueHD, des laboratoires Dolby, est un codec audio sans perte. Il offre une qualité de rendu sonore équivalente à celle des masters enregistrés en studio.

## Historique
Ce codec succède au Dolby Digital Surround Sound AC-3. Il est supporté par un lecteur pour la première fois en 2006. Le fantôme de l'opéra, sortie le 18 avril 2006 en HD DVD, a été le tout premier film Home-vidéo offrant une bande sonore en TrueHD.[réf. nécessaire]

## Disques optiques à haute définition
Dans le format HD DVD, le TrueHD est un codec obligatoire - tous les lecteurs (audios et vidéos) de HD DVD doivent autoriser l'extraction et le décodage d'une onde (stéréo) de 2 canaux d'un flux en TrueHD. Le HD DVD permet à la bande son primaire unique d'un film d'être codé dans un flux TrueHD, sans disposer à côté de bandes son dites "secondaires". Dans un disque Blu-ray, le TrueHD est un codec facultatif, signifiant que le TrueHD peut seulement être présent sur un disque si celui-ci contient déjà une bande sonore AC-3 primaire. La piste audio AC-3 primaire assure que tous les lecteurs (audios et vidéos) de Blu-ray, y compris ceux incapables de traiter le TrueHD, puissent accéder à une bande son jouable (lisible).
Pour le Blu-ray et le HD DVD, les possibilités du TrueHD sont les mêmes : le programme peut transporter jusqu'à 8 canaux audio discrets, à une profondeur d'échantillon et un taux de 24 bit/96 kilohertz. Le bitrate codé a une valeur maximale de 18 Mbit/s, bien que les films (jusqu'ici) soient demeurés en dessous de 5 Mbit/s. Tous les lecteurs compatibles TrueHD sont capables de "downmixer" le son TrueHd vers un nombre arbitraire de canaux plus appropriés. Par exemple, tous les lecteurs (audio et vidéos) capables de lire le TrueHD peuvent créer un downmix (stéréo-compatible) de 2 canaux d'une bande son possédant à l'origine 6 canaux.
Relier une source TrueHD à un récepteur TrueHD exige une liaison numérique capable de transporter le flux codé (jusqu'à 18 Mbit/s), ou l'acoustique linéaire-PCM décompressée (>35 Mbit/s). Le HDMI 1.1 et les versions plus récentes peuvent transporter le flux PCM multicanal d'une bande son TrueHD décompressée. En revanche, une liaison en HDMI 1.3 (ou supérieure) est exigée pour transporter un flux en TrueHD sous sa forme brute. Les liaisons TOSLINK et SPDIF ne peuvent pas transporter de TrueHD du tout, en raison du bitrate du TrueHD qui est trop élevé.